# Мануел Фернандес
Мануел Енрике Таварес Фернандес (порт. Manuel Henrique Tavares Fernandes; Лисабон, 5. фебруар 1986) професионални је португалски фудбалер који игра у средини терена на позицији средњег везног играча. Тренутно наступа за Кајсериспор.

## Клупска каријера
Мануел Фернандес је рођен у Лисабону у породици пореклом са Зеленортских Острва. Са 11 година прикључио се омладинском погону лисабонске Бенфике за чији први тим је дебитовао у сезони 2003/04, а већ у другој утакмици против Жил Висентеа постиже свој први гол и тако постаје други најмлађи стрелац у историји клуба. Већ нареде сезоне профилише се у стандардног првотимца и са Бенфиком осваја титулу националног првака, прву након 11 година.
Сезону 2006/07. провео је играјући као позајмљен играч у Енглеској, прво у Портсмуту, а потом и у Евертону. По истеку позајмице, у августу 2007. одлази у Шпанију где потписује шестогодишњи уговор са екипом Валенсије вредан 18 милиона евра. У дресу шпанског тима дебитује у првенаственој утакмици против Алмерије играној 2. септембра, али како није успео да се избори за место у стандардној постави тима, у зимском прелазном року исте сезоне, по други пут одлази на позајмицу у Евертон. Сезона 2008/09. била је његова најбоља у дресу Валенсије са одиграних 39 утакмица, али већ наредне сезоне доживљава нови пад у форми због чега други део сезоне 2010/11. проводи играјући као позајмљен играч у турском Бешикташу.
Одличне игре у дресу турског тима током те полусезоне донеле су му у јулу 2011. нови трогодишњи уговор са Бешикташом вредан око 2 милиона евра. Током три сезоне проведене у Турској, Фернандез је имао улогу стандардног првотимца. За Бешикташ је одиграо укупно 116 утакмица и постигао 20 голова.
По истеку уговора са турским тимом, у лето 2014. као слободан играч потписује петогодишњи уговор са московском Локомотивом и већ током прве сезоне долази до трофеја намењеног победнику Руског купа. На утакмици Лиге Европе коју је Локомотива играла 28. септембра 2017. против чешког Злина Фернандес је постигао „хет трик” у победи свог тима од 3:0. Сва три гола постигао је у распону од свега 17 минута, поставши тако играчем са најбрже постигнутим хет триком у историји тог такмичења. Исте сезоне освојио је и титулу Првака Русије.

## Репрезентативна каријера
Фернандес је играо за све млађе репрезентативне селекције Португала, а прво веће такмичење на ком је наступио било је европско првенство за играче до 21 године 2007. године.
Први наступ у дресу сениорске репрезентације Португала уписао је 9. фебруара 2005, био је то пријатељски сусрет са Ирском, док је први гол постигао 26. марта исте године у пријатељској утакмици са селекцијом Канаде.
На великим такмичењима дебитовао је тек на Светском првенству 2018. у Русији где је одиграо последњих пет минута утакмице осмине финала против селекције Уругваја, коју су Португалци изгубили резултатом 1:2. У тој утакмици Фернандес је ушао у 85' као замена за Жоаа Марија.

## Признања и успеси
ФК Бенфика
- Португалско првенство (1): 2004/05.
- Португалски куп (1): 2003/04.
- Португалски суперкуп (1): 2005.

 ФК Валенсија
- Куп Краља (1): 2007/08.

 ФК Бешикташ
- Турски куп (1): 2010/11.

 ФК Локомотива Москва
- Првенство Русије (1): 2017/18.
- Руски куп (2): 2014/15, 2016/17.